# Hungría en los Juegos Olímpicos de Sankt Moritz 1928
Hungría estuvo representada en los Juegos Olímpicos de Sankt Moritz 1928 por un total de 13 deportistas que compitieron en 4 deportes.  
El portador de la bandera en la ceremonia de apertura fue el esquiador de fondo Gyula Szepes. El equipo olímpico húngaro no obtuvo ninguna medalla en estos Juegos.